# Zakhele Lepasa
Zakhele Lepasa (Soweto, Sudáfrica, 3 de enero de 1997) es un futbolista de Sudáfrica que juega en la posición de delantero centro con el Orlando Pirates de la Premier Soccer League.

## Carrera

### Club
| Periodo   | Club                         |
| --------- | ---------------------------- |
| 2018-     | Orlando Pirates              |
| 2018-2019 | → Stellenbosch FC (cedido)   |
| 2019      | → TS Galaxy (cedido)         |
| 2023      | → SuperSport United (cedido) |

### Selección nacional
Lepasa debutó con Sudáfrica el 2 de junio de 2019 en el empate 2–2 ante Botsuana en la Copa COSAFA 2019, donde Lepasa anotó en la tanda de panales donde Sudáfrica perdió 4-5. Anotó un gol para los Bafana Bafana en la victoria por 2-1 sobre Marruecos por la clasificación para la Copa Africana de Naciones de 2023 el 17 de junio de 2023. También jugó en la Copa Africana de Naciones 2023 donde finalizó en tercer lugar.

## Logros
- MTN 8: 2020, 2022, 2023
- Nedbank Cup: 2019, 2023, 2024